# 乔纳斯·阿克伦德
汉斯·乌诺·乔纳斯·阿克伦德（ 1965年11月10日—）是瑞典电影制片人和音乐家。1983年至 1984年期間，他是瑞典黑金屬音樂乐队巴托里的成员。他曾是石器時代女王 、 克莉絲汀·阿奎萊拉 、 泰勒·斯威夫特 、 碧昂絲 、 眨眼182 、 金髮美女 、 杜蘭杜蘭 、 Lady Gaga 、 大衛·庫塔 、 傑米羅奎 、 藍尼·克羅維茲 、 麥當娜 、 保罗·麦卡特尼 、 金属乐队 、 莫比 、 奥齐·奥斯本 、 粉红佳人 、 超凡樂團 、 the Smashing Pumpkins 、 德国战车 、 布蘭妮·斯皮爾斯 、 滚石乐队 、 U2樂團 、 罗比·威廉姆斯等音樂人的音樂视频的導演。
阿克伦德执导的麦当娜歌曲光芒萬丈的MV獲得格莱美奖最佳音乐录影带，并拿下五项MTV音樂錄影帶大獎。